# 飯村町
飯村町（いむれちょう）は、愛知県豊橋市の地名。

## 地理
豊橋市南東部に位置する。東は岩田町・岩崎町・大脇町、西は三ノ輪町・西口町・岩屋町、南は大岩町に接する。

### 字一覧
- 北池上（きたいけがみ）[WEB 4]
- 高山（たかやま）[WEB 4]
- 茶屋（ちゃや）[WEB 4]
- 寺前（てらまえ）[WEB 4]
- 西山（にしやま）[WEB 4]
- 浜道上（はまみちがみ）[WEB 4]
- 東川（ひがしがわ）[WEB 4]
- 本郷（ほんごう）[WEB 4]
- 南池上（みなみいけがみ）[WEB 4]

### 学区
- 公立高等学校 - 三河学区
- 公立中学校 - 豊橋市立東部中学校[WEB 5]
- 公立小学校 - 豊橋市立飯村小学校[WEB 5]

## 歴史

### 人口の変遷
国勢調査による人口および世帯数の推移。
| 1995年（平成7年）  | 819世帯 2673人  |  |
| 2000年（平成12年） | 893世帯 2821人  |  |
| 2005年（平成17年） | 929世帯 2842人  |  |
| 2010年（平成22年） | 978世帯 2856人  |  |
| 2015年（平成27年） | 1063世帯 2989人 |  |

## 交通
- 国道1号[1]

## 施設
- 地区体育館[1]
- 養護老人ホーム[1]
- 特別養護老人ホーム[1]
- 清掃センター[1]
- 高山浄水場[1]
- 斎場[1]
- 飯村校区市民館[1]
- 国立療養所豊橋東病院[1]
- 豊橋農業改良普及所[1]
- 農業総合試験場豊橋農業技術センター[1]
- 豊橋市営飯村墓地[1]
- にじの森幼稚園[1]
- 豊橋市東部農協飯村支所[1]
- 臨済宗妙心寺派吉祥寺[1]
- 曹洞宗智光院[1]
- 清晨寺[1]
- 熊野神社[1]

### WEB
1. ↑  “愛知県豊橋市の町丁・字一覧”.   人口統計ラボ. 2023年4月13日閲覧。
2. ↑  総務省統計局 (2017年1月27日). “平成27年国勢調査の調査結果(e-Stat) - 男女別人口及び世帯数 －町丁・字等” (CSV). 2021年7月21日閲覧。
3. ↑  “市外局番の一覧” (PDF).   総務省 (2022年3月1日). 2022年3月22日閲覧。
4. 1 2 3 4 5 6 7 8 9  “愛知県豊橋市 住所一覧から地図を検索”.   ONE COMPATH. 2023年8月17日閲覧。
5. 1 2  豊橋市教育委員会学校教育課学事グループ (2021年3月1日). “豊橋市小・中学校通学区域早見表” (PDF).   豊橋市. 2024年11月15日閲覧。
6. ↑  総務省統計局 (2014年3月28日). “平成7年国勢調査の調査結果(e-Stat) - 男女別人口及び世帯数 －町丁・字等” (CSV). 2021年7月20日閲覧。
7. ↑  総務省統計局 (2014年5月30日). “平成12年国勢調査の調査結果(e-Stat) - 男女別人口及び世帯数 －町丁・字等” (CSV). 2021年7月20日閲覧。
8. ↑  総務省統計局 (2014年6月27日). “平成17年国勢調査の調査結果(e-Stat) - 男女別人口及び世帯数 －町丁・字等” (CSV). 2021年7月21日閲覧。
9. ↑  総務省統計局 (2012年1月20日). “平成22年国勢調査の調査結果(e-Stat) - 男女別人口及び世帯数 －町丁・字等” (CSV). 2021年7月21日閲覧。
10. ↑  総務省統計局 (2017年1月27日). “平成27年国勢調査の調査結果(e-Stat) - 男女別人口及び世帯数 －町丁・字等” (CSV). 2021年7月21日閲覧。

### 書籍
1. 1 2 3 4 5 6 7 8 9 10 11 12 13 14 15 16 17 18 19 20  「角川日本地名大辞典」編纂委員会 1989, p. 1783.